# Burg Schwinkenrade
Die Burg Schwinkenrade ist eine ehemalige Burg im Bereich der Gemeinde Ahrensbök.

## Lage

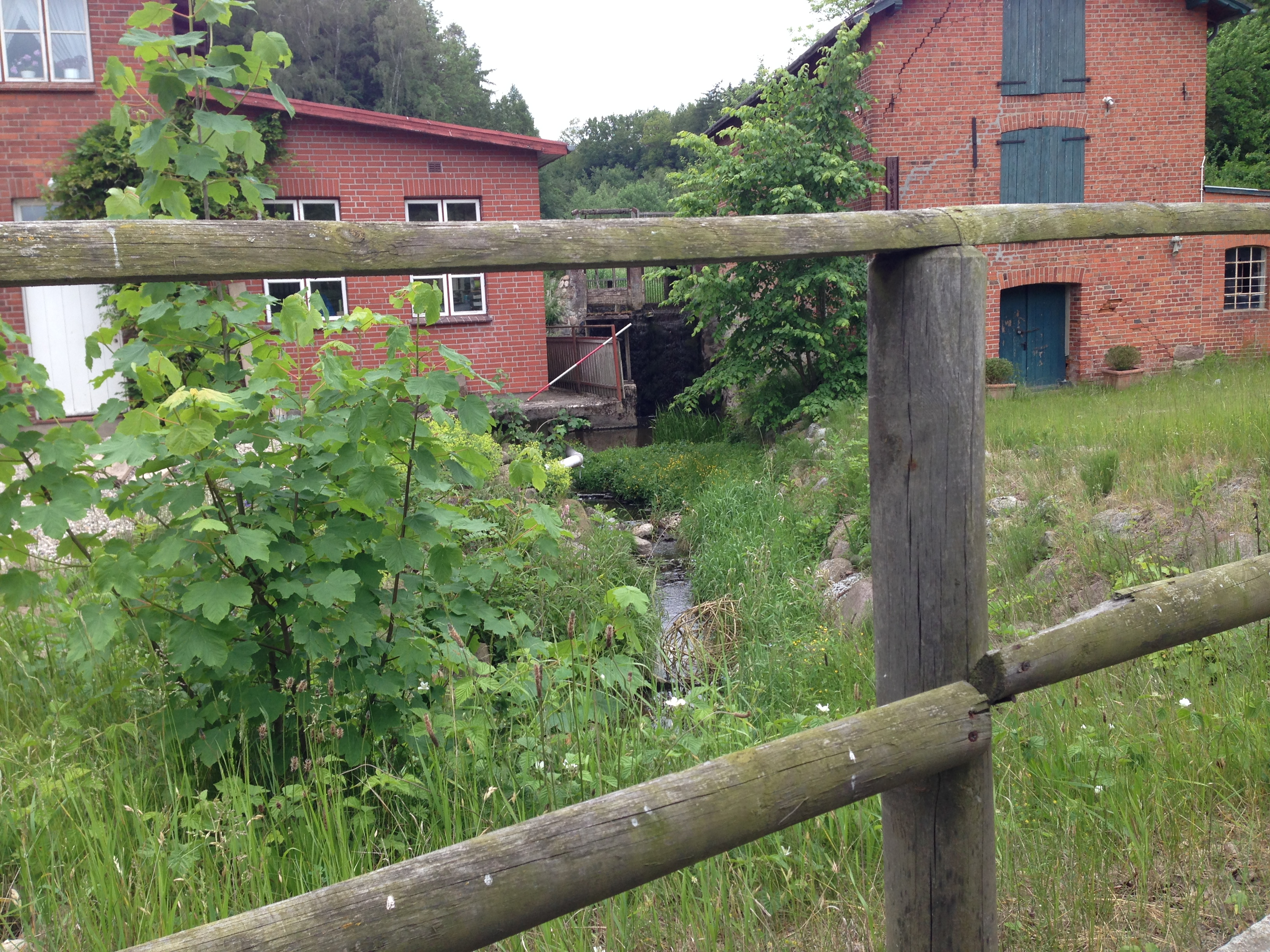
Ehemalige Wassermühle Schwinkenrade

Die Burg Schwinkenrade, von der nur der Burgwall noch erkennbar ist, war eine für Schleswig-Holstein seltene Höhenburg des 8./9. Jahrhunderts im heutigen Schwinkenrader Forst oberhalb des Tunneltals (eine glaziale Rinne) des Schwinkenrader Mühlenbachs, der in die Curauer Au mündet. Schwinkenrade selbst gehört zur Dorfschaft Böbs der Gemeinde Ahrensbök und besteht aus einem ehemaligen Forsthaus, mehreren Katen und einer ehemaligen Wassermühle, von der der Mühlenstau mit Gebäuderesten noch erhalten ist. Es liegt nordwestlich des Curauer Moors, eines großen verlandeten Toteissees, heute ein geschütztes Flora-Fauna-Habitat. Der umgebende Schwinkenrader Forst steht seit 1354 im Eigentum des Lübecker St. Johannisklosters, heute Stiftung St. Johannes-Jungfrauenkloster, welche 1830/1831 auch den Brückenbau unterhalb des Mühlenstaus veranlasste.